# Segretario della cifra
Il segretario della cifra (in latino ciferator o silentiarius) era un prelato della Curia romana, appartenente ai prelati palatini della famiglia pontificia. 

## Compiti
Il compito principale del segretario della cifra era quello di tenere la corrispondenza con i nunzi apostolici, che era sottoscritta dal segretario di Stato. Era coadiuvato da uno o più cifristi. Scriveva lettere cifrate ai nunzi apostolici o ad altri ministri della Santa Sede e interpretava le lettere cifrate che riceveva dagli stessi.
Lo scopo della cifratura era quella di rendere inintelleggibili i messaggi nei casi che fossero sottratti ai corrieri o andassero smarriti, ma anche per prevenire e rendere inutile l'apertura della corrispondenza da parte di terzi.
Nella biblioteca Barberini, nel codice delle lettere di papa Pio II, si trova tutto l'alfabeto cifrato usato a quel tempo, formato di caratteri greci, di numeri e di segni di fantasia.

## Privilegi
Come prelato palatino, il segretario della cifra era anche cameriere segreto ed era pertanto invitato dal maestro di Camera quando doveva intervenirvi. Aveva residenza nel palazzo del Quirinale e precisamente nella palazzina del segretario della cifra.
Già prima di divenire sostituto della segreteria di Stato, aveva udienza dal papa al posto del segretario di Stato, quando questi non poteva recarsi in udienza.
Era per consuetudine canonico di una delle basiliche patriarcali.

## Storia
Dopo il 1814 il segretario della cifra divenne anche sostituto della segreteria di Stato.
Il motu proprio Pontificalis domus di papa Paolo VI, che riforma la famiglia pontificia, menziona il "Sostituto della Segreteria di Stato e Segretario della Cifra" al primo posto della famiglia pontificia ecclesiastica.
La costituzione apostolica Pastor Bonus di papa Giovanni Paolo II non menziona più il segretario della cifra: al suo posto compare il sostituto per gli affari generali.

## Cronotassi
- Giovanni (menzionato nel 1460)
- Giovanni Battista Argenti (menzionato nel 1589)
- Matteo Argenti (menzionato nel 1597)
- Lanfranco Margotti
- Decio Azzolino juniore (1644 - ?)
- Vincenzo Ricci (1691 - ?)
- Giulio Piazza
- Guido Passionei[3]
- Antonio Simone Baglioni
- Vincenzo Antonio Alemanni Nasi (marzo 1714 - marzo 1721)
- Domenico Riviera (maggio 1721 - ?)
- Camillo Paolucci (26 giugno 1724 - 31 luglio 1728)
- Nicola de Simoni
- Giuseppe Livizzani Mulazzani (luglio 1730 - ?)
- Antonio Rota (1740 - ?)
- Francesco Maria Manzi (1745-?)
- Giovanni Carlo Boschi (luglio 1758 - settembre 1759)
- Leonardo Antonelli (settembre 1759 - settembre 1766)
- Giuseppe Garampi (settembre 1766 - marzo 1772)
- Carlo Federici (1772 - ?)
- Paolo Polidori (11 febbraio - 1º ottobre 1831)
- Francesco Capaccini (17 dicembre 1831 - 20 febbraio 1844)
- Vincenzo Santucci (26 febbraio 1844 - 11 luglio 1850)
- Giuseppe Berardi (10 aprile 1851 - 13 marzo 1868 dimesso)
  - Marino Marini (13 marzo 1868 - 1º gennaio 1871 nominato segretario) (pro-segretario)
- Marino Marini (1º gennaio 1871 - 25 settembre 1875 dimesso)
  - Vincenzo Vannutelli (29 settembre 1875 - 29 dicembre 1876 nominato segretario) (pro-segretario)
- Vincenzo Vannutelli (29 dicembre 1876 - 23 gennaio 1880 nominato delegato apostolico a Costantinopoli)
- Luigi Pallotti (16 novembre 1880 - 29 ottobre 1882)
- Mario Mocenni (18 ottobre 1882 - 16 gennaio 1893 creato cardinale)
- Aristide Rinaldini (31 maggio 1893 - 18 agosto 1896 nominato nunzio apostolico in Belgio)
- Luigi Tripepi (1º ottobre 1896 - 15 aprile 1901 creato cardinale)
- Giacomo della Chiesa (23 aprile 1901 - 18 dicembre 1907)
- Nicola Canali (21 marzo 1908 - 24 settembre 1914)
- Federico Tedeschini (24 settembre 1914 - 31 marzo 1921)
- Giuseppe Pizzardo (7 maggio 1921 - 8 giugno 1929)
- Alfredo Ottaviani (7 giugno 1929 - 19 dicembre 1935)
- Domenico Tardini (19 dicembre 1935 - 16 dicembre 1937)
- Giovanni Battista Montini (16 dicembre 1937 - 29 novembre 1952)
- Angelo Dell'Acqua (17 febbraio 1953 - 24 giugno 1967)
- Giovanni Benelli (29 giugno 1967 - 3 giugno 1977)
- Giuseppe Caprio (14 giugno 1977 - 28 aprile 1979)
- Eduardo Martínez Somalo (5 maggio 1979 - 23 marzo 1988)
- Edward Idris Cassidy (23 marzo 1988 - 28 giugno 1988)